# متوازي أضلاع

يُنشَأ متوازي الأضلاع من خلال زوجين أو ثلاثة أزواج من القطع المستقيمة المتوازية. الرؤوس والأضلاع الموجودة داخل المسدس مخفية.

توجد خمس شَبِيكات برافيه في بُعدين، مرتبطة برُصُوف متوازيات الأضلاع من خلال التغيرات الخمسة في تناظرها.

في الهندسة، متوازي الأضلاع (بالإنجليزية: Parallelogon) هو مضلع له ضلعان متقابلان متوازيان ويمكنه تبليط مستوٍ عن طريق الانسحاب (لا يُسمح بالدوران).
تحتوي متوازيات الأضلاع على أربعة أو ستة أضلاع، أضلاع متقابلة متساوية في الطول، وتناظر دوراني بزاوية 180 درجة حول المركز. الشكل الذي له أربعة أضلاع متوازية يسمى متوازي الأضلاع الرباعي.
المثيل الثلاثي الأبعاد لمتوازي الأضلاع هو متوازي الوجوه. جميع وجوه المتوازي هي متوازيات أضلاع.

## نوعَا المضلعات
كل من متوازيات الأضلاع الرباعية والمسدسة لها أشكال هندسية متناظرة متغيرة. جميعها لها تناظر تعاكسي مركزي، من المرتبة 2. كل متوازي أضلاع محدب هو مضلع نُطُقيّ، ولكن متوازيات الأضلاع المسدسة تمكن من إمكانية وجود مضلعات غير محدبة.
| الأضلاع | أمثلة | أمثلة | اسم                           | التناظر          |
| ------- | ----- | ----- | ----------------------------- | ---------------- |
| 4       |       |       | متوازي الأضلاع الرباعي        | Z2، المرتبة 2    |
| 4       |       |       | مستطيل ومعين                  | Dih2، المرتبة 4  |
| 4       |       |       | مربع                          | Dih4، المرتبة 8  |
| 6       |       |       | متوازي الأضلاع الرباعي المُطال | Z2، المرتبة 2    |
| 6       |       |       | معين مُطال                     | Dih2، المرتبة 4  |
| 6       |       |       | مسدس منتظم                    | Dih6، المرتبة 12 |

## التغيرات الهندسية
يمكن لمتوازي الأضلاع الرباعي أن يبلط المستوي على شكل تبليط مربعي مُشوَّه في حين يمكن لمتوازي الأضلاع المسدس أن يبلط المستوي على شكل تبليط مسدسي مُشوَّه.
| طول واحد        | طول واحد        | طولين              | طولين                            |
| قائم            | متخالف          | قائم               | متخالف                           |
| --------------- | --------------- | ------------------ | -------------------------------- |
| مربع p4m (*442) | معين cmm (2*22) | مستطيل pmm (*2222) | متوازي الأضلاع الرباعي p2 (2222) |

| طول واحد              | طولين                | طولين                | 3 أطوال                           | 3 أطوال                           |
| --------------------- | -------------------- | -------------------- | --------------------------------- | --------------------------------- |
|                       |                      |                      |                                   |                                   |
| مسدس منتظم p6m (*632) | معين مُطال cmm (2*22) | معين مُطال cmm (2*22) | متوازي أضلاع رباعي مُطال p2 (2222) | متوازي أضلاع رباعي مُطال p2 (2222) |

## روابط خارجية
- Fedorov's Five Parallelohedra